# Mario Miranda Pacheco
Mario Miranda Pacheco fue un profesor universitario especialista en sociología de origen boliviano, nacido en 1925, en la localidad de Cajuata, provincia Inquisivi, del Departamento de La Paz y exiliado en México a raíz del golpe de Estado de Hugo Banzer en 1971. Falleció en la Ciudad de México en 2008 después de haberse desempeñado durante más de 35 años como docente de la Universidad Nacional Autónoma de México, institución que le otorgó en 2007 el Premio Nacional de Docencia en al área de ciencias sociales.

## Datos biográficos
Obtuvo sus grados en Filosofía y Letras en 1950 y en Derecho y Ciencias Políticas en 1951, ambos en la Universidad Mayor de San Andrés. Cursó un doctorado en Derecho Constitucional en la Universidad de París en 1952. Realizó también estudios de posgrado en Filosofía Contemporánea y Psicología Social en la Universidad de Nottingham , Reino Unido en 1956 y en Oxford en 1957.
Mario Miranda Pacheco fue catedrático de la Universidad de La Paz en las Facultades de Filosofía y Letras, Arquitectura y Derecho y fue asimismo fundador de la Facultad de Sociología, en la que realizó una labor docente de 18 años. Fue fundador del Frente de Liberación Nacional de Bolivia en 1964 y más tarde, en 1971, contribuyó también a la fundación del Partido Socialista boliviano. Colaboró como editorialista en la prensa de su país y mantuvo siempre una posición crítica por las condiciones de desigualdad social que se vivían en el país sudamericano. El mismo año de 1971 la persecución política le hizo buscar asilo en México, cuando se dio el golpe militar de Hugo Banzer, que impidió a los miembros de la oposición política seguirse desempeñando.
A su llegada a México, Miranda Pacheco se incorporó a la UNAM. En el área de ciencias sociales de la Facultad de Filosofía y Letras creó el seminario de posgrado "Nacionalismo en el área andina" y la materia "Historia de Bolivia". A lo largo de 35 años dirigió numerosas tesis académicas sobre el caso y la historia de Bolivia. Desde 1976 estuvo adscrito al Colegio de Estudios Latinoamericanos y a la División de Estudios de Posgrado de la mencionada Facultad de la UNAM.
A pesar de que su desempeño fue eminentemente en el campo de la sociología, cuando al profesor Miranda Pacheco se le preguntó respecto de su formación respondió:

"...prefeiro que me identifiquen como lo que soy: un profesor universitario que apoya los cambios sociales progresistas...."

## Obra
Entre los principales escritos publicados en México destacan: 
- Radicalización y golpes de estado en América Latina. El caso de Bolivia (1973),
- La Educación como proceso conectivo de la Sociedad, la Ciencia y la Política (1978, con cuatro reimpresiones),
- Interdisciplinariedad en los estudios latinoamericanos (1979),
- Notas para un análisis de la situación boliviana (1981),
- El País y la Memoria (1983),
- El Populismo en Bolivia (1984),
- Bolivia en la hora de su modernización (1993),
- Estudios Latinoamericanos. Pláticas y Reflexiones (2003).